# Rhys ap Tewdwr
Rhys ap Tewdwr (overleden 1093) was koning van Deheubarth van 1078 tot aan zijn dood. Hij kwam aan de macht na de dood van Rhys ab Owain, maar de macht werd hem aanvankelijk betwist door Caradog ap Gruffudd.
In 1081 trof Rhys Caradog en Trahaearn ap Caradog, de koning van Gwynedd, in de Slag bij Mynydd Carn. Hijzelf vond steun bij Gruffudd ap Cynan, die een groep Ierse strijders leidde. Rhys en Gruffudd waren zegerijk, en Caradog en Trahaearn sneuvelden. Datzelfde jaar bezocht Willem de Veroveraar Wales. Welshe bronnen melden dat hij dit deed als pelgrimage naar het graf van Sint David, maar het is meer waarschijnlijk dat de eerste functie was om de Welsh zijn macht en operheerschappij te tonen. Historici vermoeden dat tijdens dit bezoek de betrekkingen tussen Willem en Rhys werden aangehaald, waarbij Rhys zich onderwierp aan Willem, en in ruil daarvan bevestiging van zijn positie en bescherming van de koning kreeg. In het Domesday Book uit 1086 staat Rhys vermeld als heerser over Zuid-Wales met een jaarlijkse schatting van £40; Robert van Rhuddlan werd met hetzelfde bedrag genoemd voor Noord-Wales.
In 1088 werd hij verdreven door de Madog, Rhirid en Cadwgan ap Bleddyn, zonen van Bleddyn ap Cynfyn en heersers over Powys, en moest vluchten naar Ierland, maar hij keerde terug met een Hiberno-Scandinavische vloot, en met hulp daarvan versloeg hij de zonen van Bleddyn en greep opnieuw de macht. In 1091 versloeg en doodde hij Gruffudd ap Maredudd die, daartoe aangezet door lokale edelen, probeerde zijn rijk te veroveren.
Rhys sneuvelde in 1093 in strijd tegen de mannen van Bernard de Neufmarché die Brycheiniog aan het veroveren waren. De Brutiau stelt dat de dood van Rhys 'de val van het koninkrijk van de Britten' inhield. Dit was wellicht geen overdrijving, want na Rhys' dood raakte de verovering van Zuid-Wales door de Normandiërs in een stroomversnelling. Ook Cadwgan ap Bleddyn nam de gelegenheid waar om opnieuw Deheubarth binnen te vallen, en het zwaartepunt van de macht in Wales verschoof van Deheubarth naar Powys.